# Filarmónica de Berlín (edificio)

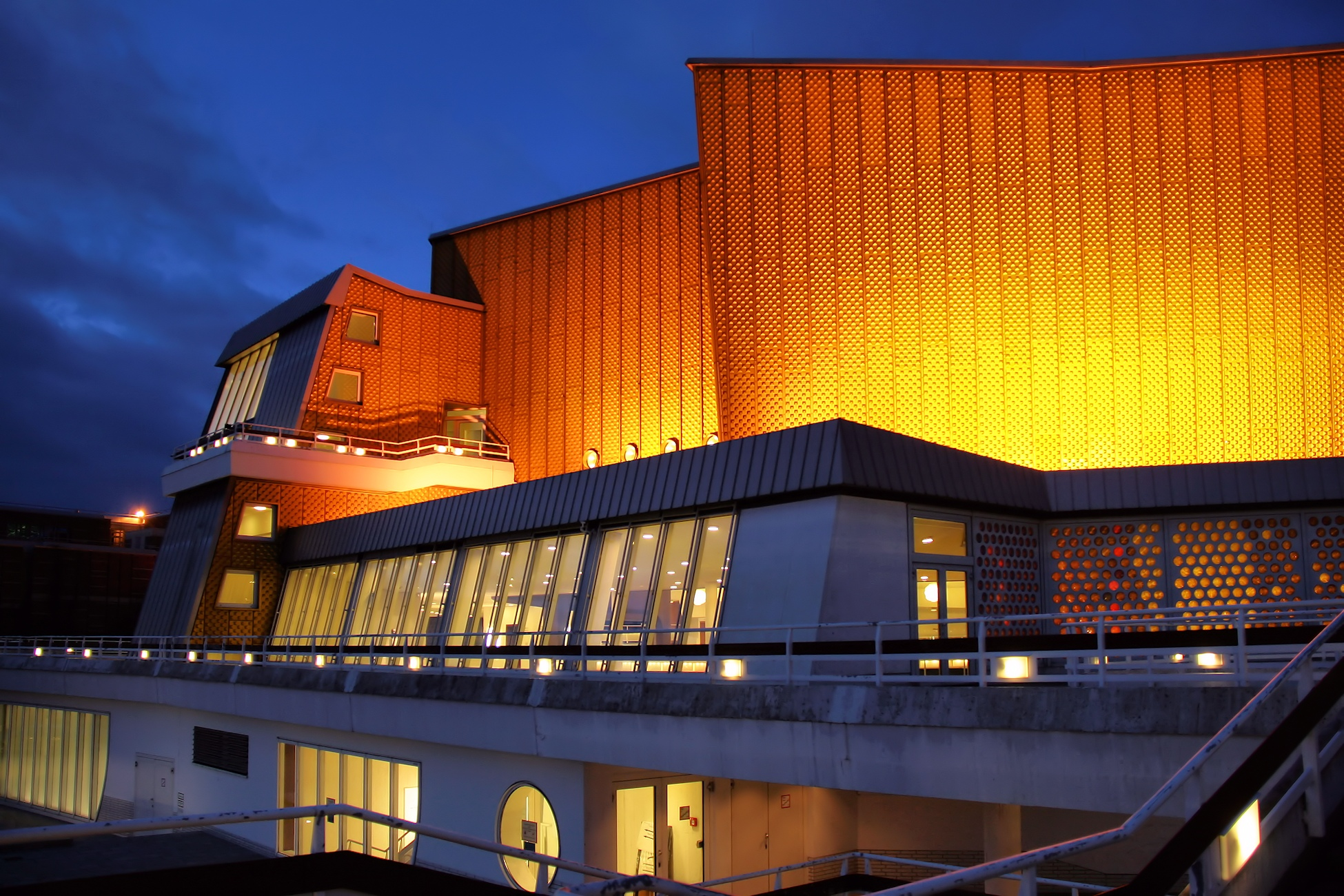
Exterior de la Berliner Philharmonie

La Berliner Philharmonie en Berlín-Tiergarten es una de las más importantes salas de concierto de Berlín y del mundo. Sede de la Orquesta Filarmónica de Berlín, fue construida por el arquitecto Hans Scharoun entre 1960 y 1963. 

## Características principales
El edificio está ubicado en la Herbert-von-Karajan-Straße, llamada así en homenaje al que fue director principal de la Orquesta Filarmónica de Berlín y el que más tiempo estuvo en dicho puesto. La sede original fue destruida durante la Segunda Guerra Mundial y Von Karajan impulsó la construcción del edificio como sede de la orquesta Filarmónica berlinesa en el área de Berlín conocida como Kulturforum, no lejos de la Potsdamer Platz. También encontramos en esta área la Neue Nationalgalerie, la Gemäldegalerie y una de las dos ubicaciones de la Staatsbibliothek zu Berlin.
Es una edificación singular, asimétrica, que alberga una sala de conciertos principal en forma de pentágono. Los asientos ofrecen buenas posiciones para ver el escenario, dado que su altura se incrementa irregularmente para facilitar la visibilidad. El escenario está en medio de la sala, lo que proporciona una atmósfera especial tanto para los artistas como para el público. 

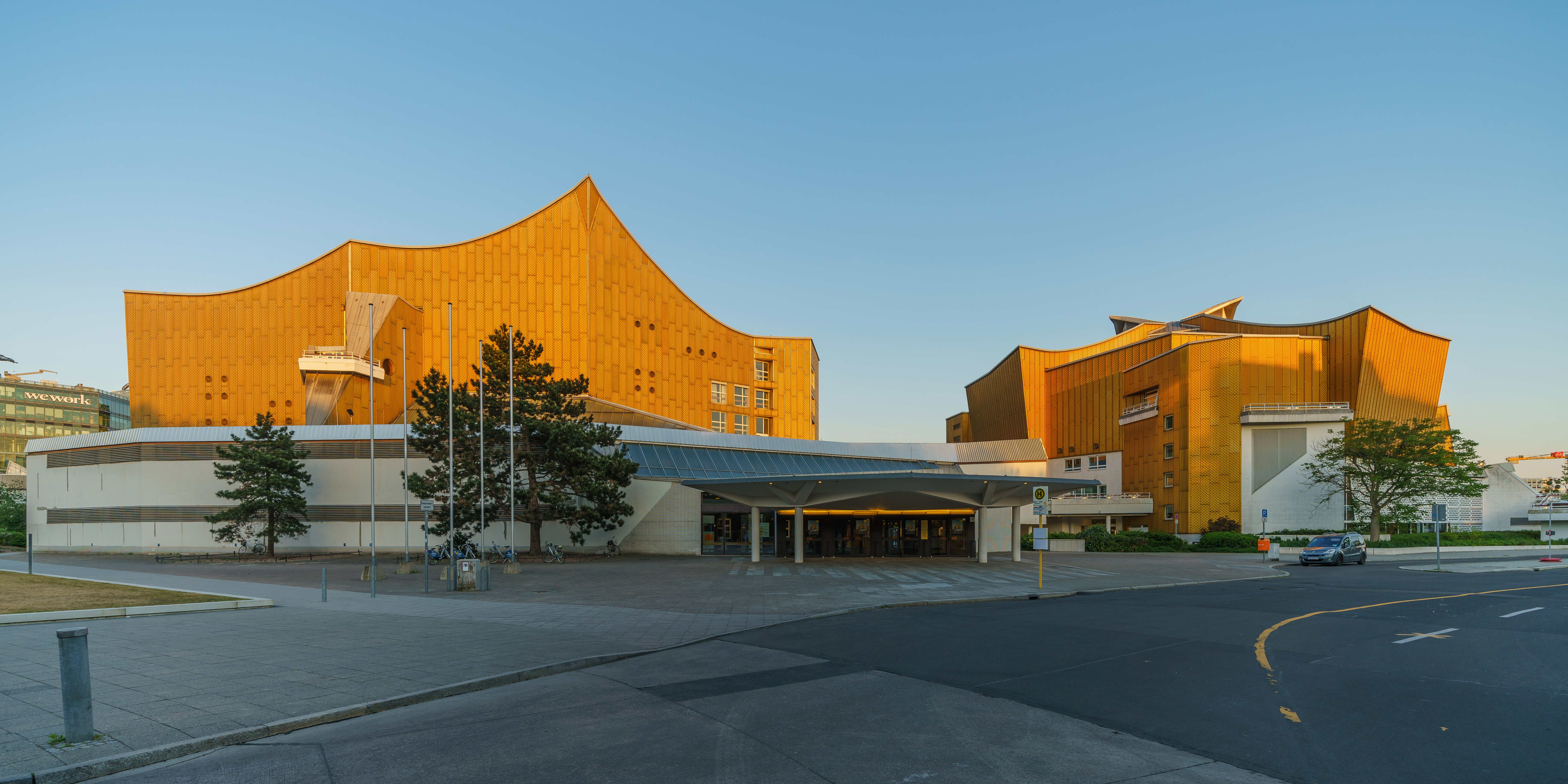
La Philarmonie (izquierda) y la Kammermusiksaal (derecha)

La acústica de la sala es excelente; en cada asiento el sonido es muy bueno y cercano. Se dice que se puede distinguir cada una de las voces e instrumentos desde cualquiera de los asientos, tanto cercanos como lejanos. La sala tiene un aforo de 2.440 asientos. En 1987 se inauguró el edificio de la sála de música de cámara, o “Kammermusiksaal”, sobre un proyecto original de Scharoun, que dispone de 1.180 asientos. Ambos edificios están conectados por el vestíbulo principal del complejo.
La sala principal dispone de un gran órgano de concierto, con 72 registros, construido en 1965 por la empresa Schuke, de Berlín, que fue renovado en 1992 y 2008, y al que se le instaló una nueva consola en 2011. La sala también dispone de un órgano más pequeño, cuyos tubos se encuentran escondidos a ambos lados de los bancos del coro, tras unas pletinas escamoteables.

## El arquitecto Hans Scharoun
El arquitecto Scharoun nació en Bremen, Alemania, en 1893.  Desde muy joven mostró interés por la arquitectura, presentándose con 18 años a un concurso para la modernización de una iglesia. Estudió arquitectura en la Universidad Técnica de Berlín y tras la Primera Guerra Mundial participó en un programa de reconstrucción de Prusia Oriental.
Desarrolló sus primeros proyectos en la ciudad de Breslau, donde se estableció como arquitecto al finalizar la guerra. Organizó varias exposiciones, entre ellas la primera del grupo expresionista Die Brücke.  Dedicó una buena parte de su carrera al diseño de casas unifamiliares. La construcción de la sede de la Filarmónica es considerada su primera gran obra y su éxito dio lugar a numerosos encargos posteriores.
Además de los principios expresionistas de sus diseños, otras creaciones le convierten en uno de los mayores exponentes de la arquitectura orgánica, una filosofía de la arquitectura que busca la armonía entre el mundo natural y el hábitat humano, la integración de los edificios, mobiliarios y alrededores dando lugar a una composición unificada.

## Música en el punto central
En salas anteriores el público se situaba casi siempre enfrente del escenario, pero en esta el público rodea el escenario.  Scharoun había observado que los músicos que interpretan una obra generan un círculo a su alrededor de forma espontánea.  El arquitecto se basó en este principio, desarrollando el proyecto de acuerdo con el lema “música en el punto central”.  Hay una idea social que acompaña este hecho.  Colocar al músico en el centro, de modo que todos lo vean, y todo el mundo vea a todo el mundo, es lograr una verdadera comunión en la interpretación musical. 
Esta posición coincidía con los planteamientos de dirección de las obras de Herbert von Karajan, director de la Orquesta Filarmónica de Berlín cuando el auditorio fue proyectado y construido y también donde alcanzó sus mayores éxitos en directo y en las grabaciones en vídeo de las obras sinfónicas predilectas 
Aunque solo hay unos doscientos asientos en la zona del coro frente a unos 2000 delante del escenario da la impresión de una distribución muy uniforme de los mismos.  Este efecto óptico es muy idóneo para escuchar música.  Se trata de lograr una impresión de intimidad. Se trata de que el público vea directamente el escenario sin fijarse en la gente que hay debajo, dando la impresión de mayor proximidad al escenario que también tiene importantes ventajas acústicas.
En 2008, el edificio se encontró en proceso de rehabilitación, para reparar los desperfectos sufridos a causa de un incendio el 20 de mayo.